# Linden Wiesman
Linden Wiesman, née le 23 janvier 1975 à Columbia (Tennessee), est une cavalière de concours complet américaine.
Elle est médaillée de bronze par équipe aux Jeux olympiques d'été de 2000.